# 6e régiment de dragons (Autriche-Hongrie)
Pour les articles homonymes, voir 6e régiment.
Le 6e régiment de dragons, connu à partir de 1908 comme 6e régiment de dragons « Frédéric-François IV grand-duc de Mecklembourg-Schwerin », est une unité de l'Armée commune austro-hongroise. Cette unité a été créée en 1701 comme régiment de cuirassiers par Philippe de Hesse-Darmstadt et est dissoute en 1918.

## Création et différentes dénominations
- 1701 : formation du régiment de cuirassiers « Hesse-Darmstadt » (Kürassier-Regiment Hessen-Darmstadt)[1]
- 1798 : devient 10e régiment de cuirassiers (Kürassier-Regiment Nr 10)[1]
- 1802 : devient 6e régiment de cuirassiers (Kürassier-Regiment Nr 6)[1]
- 1867 : devient 6e régiment de dragons (Dragoner-Regiment Nr 6)[1]
- 1918 : dissous

Jusqu'en 1915, le régiment est désigné par son numéro suivi du nom du colonel.

## Uniforme
Le régiment porte, au milieu du XVIIIe siècle un uniforme blanc avec la couleur distinctive rouge, les hauts-de-chausses rouges, le gilet blanc et des boutons jaunes. Le 10e (puis 6e) régiment de cuirassiers reçoit en 1798 la couleur distinctive noire avec des boutons jaunes,. Devenu 6e régiment de dragons de l'Armée commune (KuK) en 1867, il conserve ces couleurs.